# Туманность Гама
Туманность Гама (Gum 12) — сверхпузырь, остаток сверхновой, основная часть которого располагается в созвездиях Кормы и Парусов (бывшее созвездие Корабль Арго). Расстояние до центра туманности оценивается в 400 парсек. Туманность Гама является одной из наиболее обширных туманностей звёздного неба: внешние её части захватывают также созвездия Киля, Компаса, Насоса, Большого Пса, Голубя. Предполагается, что сверхновая, положившая начало туманности, взорвалась 2,6 млн лет назад.